# Mets de Guaynabo 2022 (pallavolo maschile)
Questa voce raccoglie le informazioni riguardanti i Mets de Guaynabo nelle competizioni ufficiali della stagione 2022.

## Stagione
I Mets de Guaynabo partecipano al loro venticinquesimo campionato di Liga de Voleibol Superior Masculino: si classificano al secondo posto in regular season, accedendo ai play-off scudetto, dove conquistano il settimo titolo della propria storia, sconfiggendo in finale i Changos de Naranjito.

## Organigramma societario
Area direttiva
- Presidente: Ramón Rosado

Area tecnica
- Primo allenatore: Ramón Hernández

## Rosa
| N° | Nome                  | Ruolo | Data di nascita  | Nazionalità sportiva |
| -- | --------------------- | ----- | ---------------- | -------------------- |
| 1  | Fabián Rohena         | C     | 5 gennaio 1994   | Porto Rico           |
| 2  | Cristian Encarnación  | S     | 3 settembre 1993 | Porto Rico           |
| 3  | Ramón Burgos          | C     | 15 gennaio 1993  | Porto Rico           |
| 4  | Luis Guillermo García | P     | 5 gennaio 1995   | Porto Rico           |
| 5  | Kevin Rodríguez       | P     | 12 agosto 1994   | Porto Rico           |
| 6  | Josué Rivera          | S     | 14 aprile 1992   | Porto Rico           |
| 8  | Juan Carlos Ribas     | S     | 8 settembre 1993 | Porto Rico           |
| 9  | Jorge Mencía          | O     | 14 aprile 1990   | Porto Rico           |
| 10 | Nick Ramos            | S     | 19 giugno 1998   | Porto Rico           |
| 12 | Inovel Romero         | S     | 28 gennaio 1995  | Porto Rico           |
| 17 | Jean Carlos Ortíz     | O     | 23 febbraio 1988 | Porto Rico           |
| 18 | Juan Rosa             | L     | 11 agosto 1993   | Porto Rico           |
| 22 | Pedrito Sierra        | C     | 21 luglio 1989   | Porto Rico           |
| 23 | Carlos Faccio         | P     | 14 aprile 1994   | Porto Rico           |
| 24 | Arnel Cabrera         | L     | 11 ottobre 1994  | Porto Rico           |

## Mercato
| Acquisti | Acquisti              | Acquisti             | Acquisti   |
| R.       | Nome                  | da                   | Modalità   |
| -------- | --------------------- | -------------------- | ---------- |
| C        | Fabián Rohena         | Utah Stingers        | definitivo |
| S        | Cristian Encarnación  | Colorado Kraken      | definitivo |
| P        | Luis Guillermo García | Gigantes de Carolina | definitivo |
| P        | Kevin Rodríguez       | Indios de Mayagüez   | definitivo |
| S        | Josué Rivera          | Gigantes de Carolina | definitivo |
| O        | Jorge Mencía          | Utah Stingers        | definitivo |
| S        | Nick Ramos            | IE Matadors          | definitivo |
| L        | Juan Rosa             | Colorado Kraken      | definitivo |
| C        | Pedrito Sierra        | Indios de Mayagüez   | definitivo |
| P        | Carlos Faccio         | Cafeteros de Yauco   | definitivo |
| S        | Inovel Romero         | Burgan               | definitivo |

| Cessioni | Cessioni             | Cessioni                 | Cessioni   |
| R.       | Nome                 | a                        | Modalità   |
| -------- | -------------------- | ------------------------ | ---------- |
| S        | Cristian Encarnación | Colorado Kraken          | definitivo |
| S        | Orlando Santiago     | Caribes de San Sebastián | definitivo |
| P        | Roberto Ramírez      | OC Stunners              | definitivo |
| C        | Enrique Escalante    | Changos de Naranjito     | definitivo |
| C        | Derwin Flores        | -                        | ritirato   |
| O        | Jorge Mencía         | Utah Stingers            | definitivo |
| S        | Inovel Romero        | Utah Stingers            | definitivo |
| P        | Gabriel Rosado       | Gigantes de Carolina     | definitivo |

## Risultati

### LVSM

#### Regular season
| 1ª giornata - 28 settembre 2022 Coliseo Mario Morales, Guaynabo            | Mets de Guaynabo         | 3 - 2 | Changos de Naranjito     | 25-20, 28-26, 20-25, 21-25, 25-13 |
| 2ª giornata - 3 ottobre 2022 Coliseo Gelito Ortega, Naranjito              | Changos de Naranjito     | 3 - 2 | Mets de Guaynabo         | 25-20, 25-19, 25-22               |
| 3ª giornata - 5 ottobre 2022 Coliseo Raúl "Pipote" Oliveras, Yauco         | Cafeteros de Yauco       | 3 - 2 | Mets de Guaynabo         | 23-25, 20-25, 25-18, 25-20, 15-13 |
| 4ª giornata - 8 ottobre 2022 Coliseo Mario Morales, Guaynabo               | Mets de Guaynabo         | 3 - 0 | Caribes de San Sebastián | 25-22, 25-21, 25-10               |
| 5ª giornata - 9 ottobre 2022 Coliseo Mario Morales, Guaynabo               | Mets de Guaynabo         | 3 - 0 | Indios de Mayagüez       | 25-15, 25-16, 25-21               |
| 6ª giornata - 12 ottobre 2022 Coliseo Mario Morales, Guaynabo              | Mets de Guaynabo         | 0 - 3 | Changos de Naranjito     | 22-25, 24-26, 18-25               |
| 7ª giornata - 15 ottobre 2022 Coliseo Luis Aymat Cardona, San Sebastián    | Caribes de San Sebastián | 0 - 3 | Mets de Guaynabo         | 16-25, 22-25, 25-27               |
| 8ª giornata - 18 ottobre 2022 Coliseo Mario Morales, Guaynabo              | Mets de Guaynabo         | 2 - 3 | Cafeteros de Yauco       | 25-13, 25-21 18-25, 22-25, 13-15  |
| 9ª giornata - 20 ottobre 2022 Coliseo Carmen Zoraida Figueroa, Corozal     | Plataneros de Corozal    | 1 - 3 | Mets de Guaynabo         | 14-25, 20-25, 25-23, 14-25        |
| 10ª giornata - 22 ottobre 2022 Coliseo Raúl "Pipote" Oliveras, Yauco       | Cafeteros de Yauco       | 0 - 3 | Mets de Guaynabo         | 19-25, 21-25, 17-25               |
| 11ª giornata - 24 ottobre 2022 Coliseo Mario Morales, Guaynabo             | Mets de Guaynabo         | 3 - 2 | Indios de Mayagüez       | 19-25, 25-19, 25-22, 23-25, 15-11 |
| 12ª giornata - 26 ottobre 2022 Coliseo Mario Morales, Guaynabo             | Mets de Guaynabo         | 3 - 0 | Caribes de San Sebastián | 25-20, 25-15, 25-16               |
| 13ª giornata - 27 ottobre 2022 Coliseo Guillermo Angulo, Carolina          | Gigantes de Carolina     | 3 - 2 | Mets de Guaynabo         | 27-25, 25-22, 21-25, 22-25, 15-8  |
| 14ª giornata - 1º novembre 2022 Palacio de Recreation y Deportes, Mayagüez | Indios de Mayagüez       | 0 - 3 | Mets de Guaynabo         | 17-25, 21-25, 17-25               |
| 15ª giornata - 3 novembre 2022 Coliseo Guillermo Angulo, Carolina          | Gigantes de Carolina     | 3 - 2 | Mets de Guaynabo         | 19-25, 28-26, 25-21, 22-25, 15-13 |
| 16ª giornata - 5 novembre 2022 Coliseo Mario Morales, Guaynabo             | Mets de Guaynabo         | 3 - 0 | Gigantes de Carolina     | 25-14, 25-23, 25-17               |
| 17ª giornata - 9 novembre 2022 Coliseo Carmen Zoraida Figueroa, Corozal    | Plataneros de Corozal    | 1 - 3 | Mets de Guaynabo         | 25-21, 18-25, 20-25, 22-25        |
| 18ª giornata - 13 novembre 2022 Coliseo Mario Morales, Guaynabo            | Mets de Guaynabo         | 2 - 3 | Plataneros de Corozal    | 26-28, 25-15, 25-18, 21-25, 14-16 |

#### Play-off
| Quarti di finale (gara 1) - 18 novembre 2022 Coliseo Mario Morales, Guaynabo       | Mets de Guaynabo      | 3 - 1 | Cafeteros de Yauco    | 25-23, 20-25, 25-19, 25-17        |
| Quarti di finale (gara 3) - 22 novembre 2022 Coliseo Mario Morales, Guaynabo       | Mets de Guaynabo      | 3 - 0 | Gigantes de Carolina  | 25-12, 25-15, 25-15               |
| Quarti di finale (gara 5) - 27 novembre 2022 Coliseo Raúl "Pipote" Oliveras, Yauco | Cafeteros de Yauco    | 1 - 3 | Mets de Guaynabo      | 23-25, 25-16, 21-25, 14-25        |
| Quarti di finale (gara 6) - 29 novembre 2022 Coliseo Guillermo Angulo, Carolina    | Gigantes de Carolina  | 2 - 3 | Mets de Guaynabo      | 25-19, 13-25, 23-25, 25-22, 13-15 |
| Semifinali (gara 1) - 1º dicembre 2022 Coliseo Mario Morales, Guaynabo             | Mets de Guaynabo      | 3 - 0 | Plataneros de Corozal | 25-21, 25-18, 25-21               |
| Semifinali (gara 2) - 3 dicembre 2022 Coliseo Carmen Zoraida Figueroa, Corozal     | Plataneros de Corozal | 3 - 2 | Mets de Guaynabo      | 25-27, 25-20, 23-25, 25-20, 15-13 |
| Semifinali (gara 3) - 6 dicembre 2022 Coliseo Mario Morales, Guaynabo              | Mets de Guaynabo      | 3 - 0 | Plataneros de Corozal | 25-19, 25-17, 25-21               |
| Semifinali (gara 4) - 8 dicembre 2022 Coliseo Carmen Zoraida Figueroa, Corozal     | Plataneros de Corozal | 2 - 3 | Mets de Guaynabo      | 25-16, 25-22, 22-25, 22-25, 10-15 |
| Semifinali (gara 5) - 10 dicembre 2022 Coliseo Mario Morales, Guaynabo             | Mets de Guaynabo      | 2 - 3 | Plataneros de Corozal | 21-25, 24-26, 25-20, 25-14, 9-15  |
| Semifinali (gara 6) - 12 dicembre 2022 Coliseo Carmen Zoraida Figueroa, Corozal    | Plataneros de Corozal | 0 - 3 | Mets de Guaynabo      | 22-25, 16-25, 21-25               |
| Finale (gara 1) - 14 dicembre 2022 Coliseo Gelito Ortega, Naranjito                | Changos de Naranjito  | 3 - 2 | Mets de Guaynabo      | 25-23, 21-25, 25-22, 21-25, 15-11 |
| Finale (gara 2) - 16 dicembre 2022 Coliseo Mario Morales, Guaynabo                 | Mets de Guaynabo      | 3 - 0 | Changos de Naranjito  | 25-19, 25-18, 25-20               |
| Finale (gara 3) - 17 dicembre 2022 Coliseo Gelito Ortega, Naranjito                | Changos de Naranjito  | 0 - 3 | Mets de Guaynabo      | 21-25, 17-25, 22-25               |
| Finale (gara 4) - 19 dicembre 2022 Coliseo Mario Morales, Guaynabo                 | Mets de Guaynabo      | 3 - 1 | Changos de Naranjito  | 25-22, 25-21, 23-25, 25-23        |
| Finale (gara 5) - 21 dicembre 2022 Coliseo Gelito Ortega, Naranjito                | Changos de Naranjito  | 0 - 3 | Mets de Guaynabo      | 17-25, 19-25, 19-25               |

## Statistiche

### Statistiche di squadra
| Competizione | Punti | In casa | In casa | In casa | In trasferta | In trasferta | In trasferta | Totale | Totale | Totale |
| Competizione | Punti | G       | V       | P       | G            | V            | P            | G      | V      | P      |
| ------------ | ----- | ------- | ------- | ------- | ------------ | ------------ | ------------ | ------ | ------ | ------ |
| LVSM         | 36    | 16      | 12      | 4       | 17           | 11           | 6            | 33     | 23     | 10     |
| Totale       | -     | 16      | 12      | 4       | 17           | 11           | 6            | 33     | 23     | 10     |

G = partite giocate; V = partite vinte; P = partite perse

### Statistiche dei giocatori
Dati non disponibili.